# Initiatiefnota
De initiatiefnota is een stuk dat elk lid van de Tweede Kamer kan inbrengen in een commissie via de voorzitter, ondervoorzitters of in een openbare vergadering op basis van het Recht van initiatief. Een initiatiefnota bevat beslispunten en financiële consequenties. Deze procesgang is beschreven in artikel 119 van het Reglement van Orde voor de Tweede Kamer.